# Rio Piraí (Santa Catarina)
O Rio Piraí é um rio do estado de Santa Catarina, no Brasil.
Nasce no município de Joinville, na serra Dona Francisca (parte da serra do Mar), ao norte do estado, próximo ao quilômetro 36 da rodovia SC-301. Corre de noroeste para sudeste e deságua no Rio Itapocu, próximo à localidade de Itapocu. Um de seus afluentes é o rio do Salto.
É o principal afluente do Rio Itapocu. Tem aproximadamente 60 quilômetros de extensão, ao longo dos quais corre quase paralelo à rodovia BR-101, entre 4 e 16 quilômetros a oeste desta, banhando os territórios dos municípios de Joinville e Araquari e cruzando as rodovias SC-413 e BR-280 e uma ferrovia.
Ele é um tipo de rio com pedras e muitos peixes por isso recebeu esse nome.

## Topônimo
O nome "Piraí" tem origem na língua tupi e significa "rio dos peixes", através da junção dos termos pirá (peixe) e  'y (rio).